# Degradación de Strecker
La degradación de Strecker es una reacción química que convierte un α-aminoácido en un aldehído que contiene la cadena lateral, por medio de un intermedio de imina. Lleva el nombre de Adolph Strecker, un químico alemán.
La reacción describe la degradación oxidativa irreversible de α-aminoácidos con compuestos α-dicarbonilo a aldehídos o cetonas, que se acortan en un átomo de carbono. En la publicación original de Strecker, publicada en 1862, el aloxano se utilizó como agente oxidante y reaccionó con alanina, leucina y glicina, seguido de la hidrólisis:
Como se observó más tarde, la reacción puede ser catalítica o no catalítica, siendo más importantes las reacciones de oxidación no catalizada. Además, esto último se puede realizar con un gran número de oxidantes orgánicos o inorgánicos. Los agentes oxidantes orgánicos incluyen, por ejemplo cetonas, aldehídos o ácidos peroxicarboxílicos, mientras que el ozono o el peróxido de hidrógeno en presencia de óxido de plata o sulfato de hierro(II) pueden actuar como agentes oxidantes inorgánicos.
La degradación de Strecker es una de las reacciones que a veces acompañan a la reacción de Maillard (condensación de un azúcar reductor y un aminoácido no libre), la degradación oxidativa de los aminoácidos en las proteínas, cuando los alimentos se calientan, dando lugar a la formación de diversas moléculas aromáticas.